# دوري كرة القدم الغربي 1968–69
دوري كرة القدم الغربي 1968–69 (بالإنجليزية: 1968–69 Western Football League)‏ هو موسم من دوري كرة القدم الغربي ‏. فاز فيه نادي تاونتون تاون ‏.